# ZipItFree
ZipItFree — бесплатный архиватор, для работы под управлением операционной системы Microsoft Windows.

## Описание
ZipItFree обладает простым в использовании графическим интерфейсом пользователя и умеет работать с многочисленными популярными форматами сжатия данных, в числе которых ZIP, RAR, Gzip и 15 других, а также поддерживает создание SFX, так называемых самораспаковывающихся архивов данных. Отличается высокой степенью сжатия, но маленькой скоростью сжатия.

## Возможности
- Создание/открытие/распаковка форматов ACE, ARC, BH, BZip, CAB, GZIP, JAR, LHA, RAR, TAR, UUE, XXE, ZIP, Zoo и Archive Stream.
- Интеграция ZipItFree в проводник Windows.
- Темы оформления.
- Защита файлов паролем.
- Пооверка целостности архивов.
- Комментарий архивов и файлов.
- Поддержка больших файлов ZIP.
- Поддержка разбивки файлов ZIP.
- ZIP-шифрование.
- Абсолютно бесплатен для домашнего и коммерческого использования.
- Отсутствует spyware, всплывающие окна и троянские программы.